# Crucigera irregularis
Crucigera irregularis är en ringmaskart som beskrevs av Bush 1905. Crucigera irregularis ingår i släktet Crucigera och familjen Serpulidae. Inga underarter finns listade i Catalogue of Life.